# マイケル・ブース
マイケル・ブース（Michael Booth）は、イギリスのフード・ジャーナリスト、トラベル・ジャーナリスト。

## 概要と経歴
サセックス生まれで、現在はコペンハーゲン在住。2010年「ギルド・オブ・フードライター賞」受賞。
パリの有名料理学校ル・コルドン・ブルーにおける1年間の修業と、ミシュラン三ツ星レストラン、ジョエル・ロブションの“ラトリエ”での経験をつづったSacré Cordon Bleu（邦訳『英国一家、フランスを食べる』）がベストセラーとなった。
デンマーク人の妻リスン、長男アスガー、次男エミルと共に家族で日本に滞在し、日本料理を食べた記録Sushi & Beyond: What the Japanese Know About Cookingは、『英国一家、日本を食べる』『英国一家、ますます日本を食べる』として翻訳され（後者は、日本版独自の追加内容あり）、2015年にはNHKでアニメーション化され放送されている。
2015年の来日時にはMBSの『水野真紀の魔法のレストランR』に出演し、関西の食文化を取材した。2017年、朝日地球会議の講演会で、デンマークの帝都コペンハーゲンにある新北欧料理レストラン『ノーマ』や日本の地産地消の必要性、卓袱料理などの消滅の危険性を訴える。

## 著書
- Just As Well I'm Leaving: To the Orient with Hans Christian Andersen (2005)
- 『英国一家、フランスを食べる』Sacré Cordon Bleu: What the French Know About Cooking (2008)（ペーパーバック版改題 Doing without Delia: Tales of Triumph and Disaster in a French Kitchen [2009]）
- 『英国一家、日本を食べる』『英国一家、ますます日本を食べる』 Sushi and Beyond: What the Japanese Know About Cooking (2010)
- Eat, Pray, Eat: One Man's Accidental Search for Equanimity, Equilibrium and Enlightenment'" (2011)
- The Almost Nearly Perfect People: The Truth About the Nordic Miracle (2014)
- 『英国一家、インドで危機一髪』（KADOKAWA、2016年、寺西のぶ子：訳）
- 『限りなく完璧に近い人々』（KADOKAWA、2016年、黒田眞和：訳）
- 『ありのままのアンデルセン』（晶文社、2017年） - 結婚先の国に慣れず、ハンス・クリスチャン・アンデルセンや作品を追体験する滞在記。
- 『英国一家、日本を食べる』上・下（KADOKAWA、2018年、寺西のぶ子：訳）
- 『英国一家、日本をおかわり』（KADOKAWA、2018年、寺西のぶ子：訳）
- 『3頭の虎はひとつの山に棲めない　日中韓、英国人が旅して考えた』（KADOKAWA、2020年、永峯涼：訳）